# San Girolamo in preghiera
San Girolamo in preghiera è un dipinto a olio su tavola (77x59 cm) di Hieronymus Bosch, databile al 1482 circa e conservato nel Museum voor Schone Kunsten di Gand.

## Storia
L'opera è conosciuta da quando Hulin de Loo la acquistò nel 1908 per il museo. Come per il resto delle opere di Bosch, la datazione non è accettata unanimente. È stata tradizionalmente considerata un'opera di transizione tra la gioventù e la maturità: Baldass la collocò tra il 1490-1500 mentre Larsen tra il 1495 e il 1505; Combe la poneva leggermente successiva al Trittico delle Delizie, la Cinotti al 1505. Analisi dendrocronologiche l'hanno invece fatta risalire, come termine post quem, all'anno 1482.

## Descrizione e stile
San Girolamo era un soggetto piuttosto frequente nell'arte del XV secolo, che lo vedeva raffigurato o nel suo studio o penitente nel deserto. Bosch seguì questa seconda iconografia, ma la rivoluzionò mostrando il santo bocconi, piuttosto che inginocchiato, col crocifisso tra le braccia mentre prega, un gesto inedito di comunione con Cristo. La sua figura si trova riversa su una roccia sotto una sorta di cavità a forma di conchiglia. Attorno a lui, tra gli elementi tipici dell'iconografia (il leone, in questo caso un leoncino, il cappello cardinalizio gettato a terra, la Bibbia), si nota una singolare commistione di elementi organici e inorganici. Sui toni verdi e bruni spiccano qua e là alcuni oggetti rossi, come il mantello del cardinale, gettato sopra un tronco cavo, un elemento vegetale e una sorta di guscio sferico che galleggia in uno stagno: la forma ricorda il simbolo del mondo, che quindi starebbe naufragando alla deriva.
Su un ramo del tronco secco si vedono un gufo e una civetta, simboli rispettivamente dell'eresia e della lotta antieretica, mentre sopra la cavità-conchiglia sono abbandonate le tavole della legge. Secondo Combe sarebbe un'allusione a un passo del Tabernacolo spirituale di Ruysbroeck, dove si allude a Mosè salvato dalle acque, che sarebbe incarnato dal santo disteso come un naufrago, e che prepara le tavole della Legge.
Il paesaggio, così ampio e spazioso, ricorda le opere di Patinir, con il loro sfumare in lontananza, in questo caso con toni verdi. Non mancano richiami alla poetica bizzarra di Bosch, come nell'esotico albero che si staglia contro il cielo a sinistra, le cui sottili fronde disegnano singolari arabeschi nel vuoto.